# Commanderie de Kilsaran
La commanderie de Kilsaran était une commanderie située dans le comté de Louth, province du Leinster en Irlande. Fondée par les Templiers, elle fut dévolue aux Hospitaliers au début du XIVe siècle.

## Description géographique
Au Sud-Ouest de Castlebellingham (en) (anciennement Gernonstown), prendre la R132 en direction de Dunleer. Arrivé à « Brewery Houses » (Kilsaran), dépasser St Mary Church et prendre à droite en direction de Stabannan. Puis prendre le premier chemin sur la droite qui mène à « Kilsaran House ». Mentionné comme « site de l'abbaye » sur une carte de l'Ordnance Survey Ireland réalisée entre 1897 et 1913 mais il ne subsiste rien…

## État
Seul son emplacement est connu mais il n'y a plus aucun bâtiment. Il en est de même pour l'église médiévale de la paroisse de Kilsaran qui a disparu également. Les ruines de ces deux monuments étaient encore visible au XVIIIe siècle et indiqués sur des cartes réalisées au début du XXe siècle par l'Ordnance Survey Ireland,

## Historique

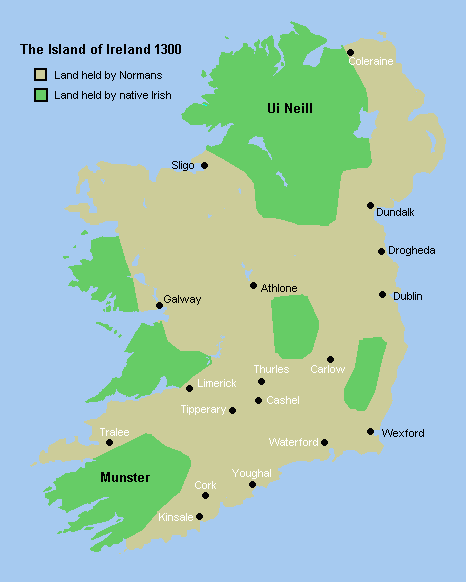
L'Irlande en 1300

Au XIIIe siècle à l'époque de sa fondation, Kilsaran se trouvait dans le comté d'Uriel devenu normand en 1189 et appelé de nos jours comté de Louth. La ville de Drogheda (20 kilomètres au Sud) constituant la limite sud de ce comté (XIIIe et XIVe siècles) au-delà de laquelle on trouvait le comté de Meath. Au nord-Est se trouvait le comté d'Ulster (qui n'était constitué que des comtés actuels d'Antrim et de Down) et au Nord-Ouest, le royaume irlandais de Tir Éogain (Uí Néill) avec comme capitale Dungannon (à une centaine de kilomètres) mais ce territoire s'étendait jusqu'au Monaghan (à peine 20 kilomètres à l'Ouest). 
La commanderie de Kilsaran fut fondée grâce à une donation de Mathilda de Lacy, fille d'Hugues de Lacy (1er comte d'Ulster) alors veuve de David Fitz Gerald, baron de Naas et qui avait également fait don des terres de Cooley ( Templetown) près de Carlingford (en). On ignore la date exacte qui se situe entre 1262 et 1280, à priori pas avant 1267. 

### Les Templiers
L'arrestation des templiers de Kilsaran et de Cooley n'est intervenu qu'en février 1308. Elle fut conduite par le shérif du comté d'Uriel (de Louth), Benedict le Hauberge (sauf pour Drogheda). Des templiers arrêtés ce jour-là, Seuls les noms des frères Richard à Cooley et Hugh à Kilsaran sont connus. Le frère Thomas de Lyneseye, assistant (socius) du dernier maître de province en Irlande (fr. Henry Danet) était présent lors de l'inventaire des biens de cette commanderie mais n'a pas été interrogé en Irlande lors du procès qui s'est tenu à partir de 1310 à Dublin dans la cathédrale Saint-Patrick.

### Les Hospitaliers
La dévolution des biens de l'ordre du Temple en Irlande ne s'est faite qu'à partir de février 1314 et exception faite de la maison franche de Drogheda et de l'église de Moymuck, toutes les biens templiers situés dans l'actuel comté de Louth sont bien passés entre les mains des Hospitaliers.
Le plus important propriétaire terrien dans le comté de Louth était l’archevêque d'Armagh avec lequel les Hospitaliers s'attachèrent à éviter tout conflit. 
La réforme protestante au XVIe siècle provoque la suppression de la langue d'Angleterre par le roi Henri VIII (1540) et l'annexion de tous leurs biens par la couronne.

### Commandeurs
| Nom du commandeur                           | Période             |
| ------------------------------------------- | ------------------- |
| Commandeurs templiers                       | 1267 - 1308         |
| fr. …                                       | 1270                |
| fr. John de Egge (chapelain de Kilsaran)    | 1307                |
| Administrateurs de la couronne d'Angleterre | 1308 - 1314         |
| ?                                           |                     |
| Commandeurs hospitaliers                    | 1314 - 1540         |
| fr. Roger Ultlaugh                          | ? - 1327            |
| fr. Adam de Mor                             | 1328 - ? (ap. 1338) |
| fr. William Tyneham                         | 1348                |
| saisi par la couronne d'Angleterre          | 1438 - 1444         |
| fr. Philip Bermingham                       | 1471                |
| fr. Thomas Talbote                          | 1479                |
| fr. Marmaduke Lumley                        | 1483                |
| Edmund Cesse (Sisk)                         | 1515                |
| Propriétaires laïcs                         | 1541 - ...          |
| Robert Plunkett, lord of Louth              | 1606/07 - 1661      |
| William Legge, colonel                      | 1661 -?             |
| Mrs. R. W. Walsh of Williamstown            |                     |

## Possessions
Parmi les possessions connues et rattachées à cette commanderie, on notera pour la période templière:
- Des terres à Braganstown jusqu'en 1284. Échangées avec des terres près de Dublin (Killegar).
- Le manoir de Cooley qui se trouvait à Templetown, pointe Sud-Est de la péninsule de Cooley. La ville la plus proche étant Carlingford.
- Le manoir de « Moreton » (non identifié)
- De nombreuses paroisses avec leurs églises[14]:
  - Cappoge, Nord de Dunleer. 53° 50′ 53″ N, 6° 24′ 23″ O
  - Crowmartin (paroisse de Clonkeen), au Nord-Ouest d'Ardee. 53° 53′ 53″ N, 6° 40′ 15″ O
  - « Gernonstown » (anciennement Garlandstown), devenu Castlebellingham (en)[15] au début du XVIIIe siècle. 53° 55′ 31″ N, 6° 29′ 20″ O
  - Kildemock[N 5], au Sud-Est d'Ardee (ruines). 53° 50′ 09″ N, 6° 31′ 14″ O
  - Kilpatrick, Ouest de Dunleer. 53° 49′ 21″ N, 6° 32′ 28″ O[N 6]
  - Kilsaran (la paroisse qui jouxtait la commanderie). 53° 53′ 07″ N, 6° 23′ 22″ O[N 7]
  - Kiltallaght, au Nord-Est de Drogheda. 53° 47′ 29″ N, 6° 18′ 45″ O
  - « Moymuck », toponyme non identifié à l'Est de Kingscourt[N 8].
  - Mullary, au Sud de Dunleer. 53° 47′ 57″ N, 6° 23′ 39″ O
  - « Port », Est de Dunleer. (y compris un presbytère)[9]53° 50′ 28″ N, 6° 16′ 11″ O
  - Tallanstown, au Nord d'Ardee. 53° 55′ 12″ N, 6° 32′ 50″ O
- Les templiers de Kilsaran percevaient également les dîmes des églises d'Ardee, Arthurstown, Drogheda, Dunany, Larblester, Mayne, Maynbraddath et Roche.

- L'église de « Philipstown » (anciennement « Droghestroll »). Il peut s'agir de la Paroisse de Philipstown au Nord d'Ardee (53° 56′ 06″ N, 6° 34′ 32″ O) ou du lieu-dit au Sud-est de la même ville (53° 48′ 58″ N, 6° 28′ 32″ O)[13]. (Ne figure pas dans la liste énumérée page 84 du même auteur)[14].

Et pour la période hospitalière, on dénombrait 17 paroisses dont celles provenant des Templiers auxquelles se sont rajoutées :
À noter que l'église de Cappoge ne fut récupérée qu'à partir de 1331. .